# アンディ・クルス
アンディ・クルス（Andy Cruz、1995年8月12日 - ）は、キューバのプロボクサー。マタンサス州マタンサス出身。東京オリンピックライト級金メダリスト。

## 来歴

### アマチュア時代
2017年9月、ドイツで行われたAIBA世界ボクシング選手権にライトウェルター級(64kg)で出場し、金メダルを獲得した。
2019年8月、リマで行われたパンアメリカン競技大会にライトウェルター級(64kg)で出場し、決勝でキーショーン・デービスに4-1の判定で勝利し金メダルを獲得した。同年9月、エカテリンブルクで行われた世界ボクシング選手権にライトウェルター級(64kg)で出場し、決勝でキーショーン・デービスに5-0の判定で勝利し金メダルを獲得した。
2021年8月、東京オリンピックにライト級(63kg)で出場し、決勝でキーショーン・デービスに4-1の判定で勝利し金メダルを獲得した。同年11月、ベオグラードで行われたAIBA世界ボクシング選手権にライトウェルター級(64kg)で出場し、金メダルを獲得した。
最終的に140勝9敗の戦績を残した。

### プロ時代
2023年5月、エディ・ハーン率いるマッチルーム・スポーツ・USAと契約を結んだ。
2023年7月15日、ミシガン州デトロイトでアリシア・バウムガードナー対クリスティーナ・リナルダトゥ第2戦の前座でファン・カルロス・ブルゴスとプロデビュー戦兼IBFインターナショナルライト級王座決定戦を行い、10回判定勝ちを収め王座を獲得した。
2023年12月9日、カリフォルニア州サンフランシスコでレジス・プログレイス対デヴィン・ヘイニー戦の前座でジョバンニ・ストラフォンとIBFインターナショナルライト級タイトルマッチ兼WBAコンチネンタルラテンアメリカライト級王座決定戦を行い、3回53秒KO勝ちを収めインターナショナル王座の初防衛とコンチネンタルラテンアメリカ王座の獲得に成功した。
2024年2月24日、フロリダ州オーランドでエドガー・ベルランガ対パドレイグ・マックローリー戦の前座でブラヤン・サマリッパとIBFインターナショナル・WBAコンチネンタルラテンアメリカライト級タイトルマッチを行い、10回3-0（100-90×3）の判定勝ちを収めインターナショナル王座の2度目の防衛とコンチネンタルラテンアメリカ王座の初防衛に成功した。
2025年6月14日、ニューヨーク州ニューヨークのマディソン・スクエア・ガーデン・シアターでリチャードソン・ヒッチンズ対ジョージ・カンボソス・ジュニアの前座として元日本ライト級王者およびIBF世界同級5位の三代大訓とIBF世界同級挑戦者決定戦を行い、3回に2度もダウンを奪い5回1分13秒TKO勝ちを収め同年6月9日に前王者ワシル・ロマチェンコの現役引退に伴い暫定王座から正規王座に昇格したばかりの王者レイモンド・ムラタラへの挑戦権を獲得した。

## 戦績
- アマチュアボクシング：149戦 140勝 9敗
- プロボクシング：6戦 6勝 (3KO) 無敗

| 戦           | 日付          | 勝敗 | 時間    | 内容    | 対戦相手                   | 国籍     | 備考                                                                         |
| ------------ | ------------- | ---- | ------- | ------- | -------------------------- | -------- | ---------------------------------------------------------------------------- |
| 1            | 2023年7月15日 | ☆    | 10R     | 判定3-0 | ファン・カルロス・ブルゴス | メキシコ | プロデビュー戦 IBFインターナショナルライト級王座決定戦                       |
| 2            | 2023年12月9日 | ☆    | 3R 0:53 | KO      | ジョバンニ・ストラフォン   | メキシコ | WBAコンチネンタルラテンアメリカライト級王座決定戦 IBFインターナショナル防衛1 |
| 3            | 2024年2月24日 | ☆    | 10R     | 判定3-0 | ブラヤン・サマリッパ       | メキシコ | WBAコンチネンタルラテンアメリカ防衛1・IBFインターナショナル防衛2             |
| 4            | 2024年8月3日  | ☆    | 7R 2:59 | KO      | アントニオ・モラン         | メキシコ | IBFインターナショナル防衛3                                                   |
| 5            | 2025年1月24日 | ☆    | 10R     | 判定3-0 | オマール・サルシド・ガメス | メキシコ | IBFインターナショナル防衛4                                                   |
| 6            | 2025年6月14日 | ☆    | 5R 1:13 | TKO     | 三代大訓（横浜光）         | 日本     | IBF世界ライト級挑戦者決定戦                                                  |
| テンプレート |               |      |         |         |                            |          |                                                                              |

## 獲得タイトル
- 東京オリンピックライト級金メダル
- IBFインターナショナルライト級王座
- WBAコンチネンタルラテンアメリカライト級王座